# شهرستان بعلبک
ناحیه بعلبک (به عربی: قضاء بعلبک) یک سکونتگاه مسکونی در لبنان است که در بعلبک واقع شده‌است.

## خصوصیات
ناحیه بعلبک ۲٬۳۱۹ کیلومترمربع مساحت و ۱۵۷٬۰۰۰ نفر جمعیت دارد.